# Shahar Gordon
Shahar Gordon (in ebraico שחר גורדון‎?; Ramat Gan, 7 giugno 1980) è un ex cestista israeliano.

## Carriera
Con Israele ha disputato due edizioni dei Campionati europei (2001, 2003).

## Palmarès
- Campione NIT (1999)